# Laliostoma labrosum
Genre
Espèce
Synonymes
- Tomopterna labrosa Cope, 1868
- Pyxicephalus madagascariensis Grandidier, 1872

Statut de conservation UICN

 LC  : Préoccupation mineure
Laliostoma labrosum, unique représentant du genre Laliostoma, est une espèce d'amphibiens de la famille des Mantellidae.

## Répartition
Cette espèce est endémique de Madagascar. Elle se rencontre aux altitudes inférieures à 800 m dans une large partie du Nord, de l'Ouest et du Sud-Ouest de l'île.

## Étymologie
Le genre Laliostoma, du grec lalia, « chat », et stoma, « bouche », doit son nom à l'appel caractéristique de Laliostoma labrosum durant la saison des reproductions.
Son nom d'espèce, du latin labrosum, « qui a la lèvre supérieure épaisse », lui a été donné en référence à son museau recourbé.

## Publications originales
- Cope, 1868 : An examination of the Reptilia and Batrachia obtained by the Orton Expedition to Equador and the Upper Amazon, with notes on other species. Proceedings of the Academy of Natural Sciences of Philadelphia, vol. 20, p. 96-140 (texte intégral).
- Glaw, Vences & Böhme, 1998 : Systematic revision of the genus Aglyptodactylus Boulenger, 1919 (Amphibia: Ranidae), and analysis of its phylogenetic relationships to other Madagascan ranid genera (Tomopterna, Boophis, Mantidactylus, and Mantella). Zeitschrift für Zoologische Systematik und Evolutionsforschung, vol. 36, p. 17-37 (texte intégral).